# Faro de Torrox
El faro de Torrox es un faro que está situado en la costa del término municipal de Torrox, Málaga, Andalucía,
España. 

## Historia
Se terminó de construir el día 1 de mayo de 1864. Funcionamiento automático, eléctrico, encendido por célula fotoeléctrica. Tiene una altura de 39 m sobre el mar y 26 m sobre el suelo. 
En 1905, Tomás García Ruíz, el torrero del faro, comenzó a excavar alrededor de dicha torre. Allí encontró lo que en su día fue la villa romana Clavicum. Hoy en día, en su interior se puede visitar un museo con estos restos arqueológicos romanos. Asimismo, alrededor de esta construcción yace la villa del Faro.
El conjunto del faro y la villa romana es bien de interés cultural (BIC), con la categoría de	zona arqueológica, desde 2007.